# バーベル (SS-580)
|          |                                                                             |
| 艦歴     |                                                                             |
| 発注     | 1955年8月24日                                                               |
| 起工     | 1956年5月18日                                                               |
| 進水     | 1958年7月19日                                                               |
| 就役     | 1959年1月17日                                                               |
| 退役     | 1989年12月4日                                                               |
| その後   | 標的艦として海没処分                                                        |
| 除籍     | 1990年1月17日                                                               |
| 性能諸元 |                                                                             |
| 排水量   | 基準 1,750トン 満載 2,146トン                                               |
| 全長     | 219 ft 6 in (66.9 m) overall                                                |
| 全幅     | 29 ft (8.8 m)                                                               |
| 吃水     | 25 ft (7.6 m) max                                                           |
| 機関     | フェアバンクス＝モース ディーゼルエンジン ゼネラル・エレクトリック発電機2基 |
| 最大速   | 水上 12ノット (22 km/h) 水中 25ノット (46 km/h)                             |
| 航続距離 |                                                                             |
| 試験深度 | 712 ft (217 m)                                                              |
| 巡航期間 | 潜航3ノット時102時間                                                        |
| 乗員     | 士官8名、兵員69名                                                           |
| 兵装     | 21インチ魚雷発射管6門                                                       |

バーベル (USS Barbel, SS-580) は、アメリカ海軍の潜水艦。バーベル級潜水艦の1番艦。艦名はコイの一種に因む。その名を持つ艦としてはバラオ級潜水艦32番艦(SS-316)以来2隻目。

## 艦歴
バーベルは1956年5月18日にメイン州キタリーのポーツマス海軍造船所で起工された。1958年7月19日にバーナード・L・オースティン夫人によって命名、進水し、1959年1月17日に艦長オード・キムジー・ジュニア少佐の指揮下就役する。
バーベル級は潜舵を艦首に装備して設計、建造された。1960年頃、バーベルは東海岸での演習 SLAMEX に参加していたが、700フィートの試験深度に潜航した際、配管が破裂し緊急浮上が行われた。水面に達したとき、機関室には350トンの海水が流入していた。バーベルはポーツマス海軍造船所に入渠し、全ての配管の大修理が行われた。その際に艦首の潜舵はセイル部分に移設された。
1966年、バーベルは北ベトナムの大型貨物船と衝突しこれを沈めた。バーベル自身も沈没寸前の状態となった。大きく破損したものの、バーベルはコントロールを保持し、修理のため帰港した。この事故は北ベトナムの川で発生したが、トンキン湾で発生したものとして発表された。
1950年代から60年代にかけて、初期の原子力潜水艦はその推進機関に対する信頼性から、しばしば与えられた任務を完了することができなかった。1969年、バーベルは演習 WESPAC において、原子力潜水艦への「特別任務」を穴埋めするために活動した。

1981年1月19日から1月22日まで、バーベルはグレイバック (USS Grayback, SSG-574) と共にフィリピン沖合で演習 ASWEX 81-3U に参加した。2隻は駆逐艦ジョン・ヤング (USS John Young, DD-973)、エリオット (USS Elliott, DD-967)、フリゲートグレイ (USS Gray, FF-1054)、ホイップル (USS Whipple, FF-1062)、ラング (USS Lang, FF-1060)、ラムゼー (USS Ramsey, FFG-2) に護衛されて海峡を通過する給油艦ナヴァソタ (USNS Navasota, T-AO-106) を迎え撃った。

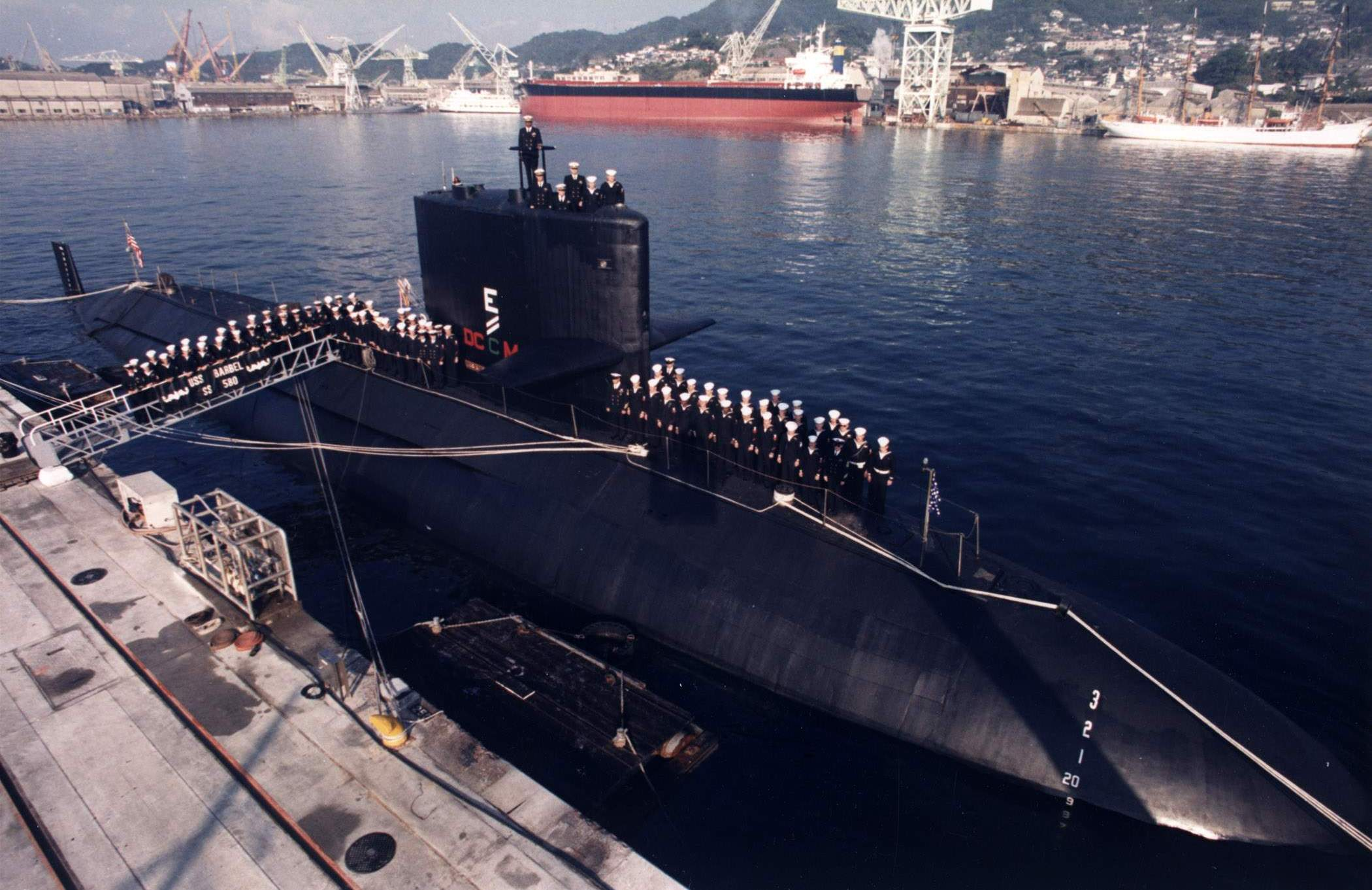
1988年10月24日、佐世保基地にて。対岸に日本の練習帆船海王丸 (初代)が見える。

1989年5月1日、九州沖で活動中に3名の乗組員が激しい波によってさらわれた。2名が溺れ、1名が救助された。
バーベルは1989年12月4日に退役し、1990年1月17日に除籍された。海軍はスクラップとしてバーベルを売却した。セイル部分、上部構造および配管が取り外され、解体業者は艦内にアスベスト製の断熱材が充満されていることを発見した。このため解体は中断され、業者はこの艦の今後の取り扱い方を再考しなければならなかった。
1990年代の前半、バーベルは映画『クリムゾン・タイド』（1995年公開）の撮影に使用された。この映画はオハイオ級原子力潜水艦のアラバマを舞台としているため、バーベルにはオハイオ級のセイルおよび上部構造の合板製モックアップが作成設置された。バーベルの登場場面はパトロールに向けての出航シーンであった。
バーベルはその後再び海軍の所有に帰し、カリフォルニア州サンペドロで保管された。2001年1月30日、バーベルはカリフォルニア州沖合で実艦的として3,600メートルの海底に沈められた。